# Atlantis (roman)
Pour les articles homonymes, voir Atlantis.
Atlantis est un roman d'aventures britannique de David Gibbins, publié en 2005. Premier roman de l'auteur, il s'agit également du premier tome des aventures de l'archéologue Jack Howard et relate la découverte mouvementée des ruines de l'Atlantide.

## Résumé
Une équipe d'archéologues découvre dans l'enveloppe d'une momie égyptienne un fragment de papyrus dont le texte, rédigé en grec, comporte également un étrange pictogramme: . Comment un tel document a-t-il pu se retrouver dans la tombe inviolée d'un obscur marchand mort en Égypte plusieurs siècles avant l'époque hellénistique? Lors de fouilles en mer Égée, Jack Howard remarque le même pictogramme au centre d'un disque d'or trouvé dans une épave minoenne miraculeusement préservée. Ces deux extraordinaires découvertes vont mettre le héros sur la piste des vestiges de l'Atlantide, qui semblent se situer en mer Noire. Malheureusement, la région est peu sûre en raison de la présence de redoutables pirates à l'arsenal impressionnant. Pour compliquer encore la situation, la Marine russe voit d'un très mauvais œil toute tentative d'exploration de ce secteur où un sous-marin nucléaire soviétique aurait mystérieusement disparu quelques mois avant le putsch de Moscou. cette mission d'archéologie sous-marine prend alors des allures d'opération de forces spéciales...

## Sources littéraires et scientifiques

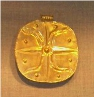
Disque d'or trouvé sur l'épave d'Uluburun qui a inspiré David Gibbins pour son roman.

Lors d'une interview, David Gibbins a déclaré qu'il souhaitait rendre les aventures fictives de Jack Howard aussi plausibles que possible. L'idée de départ était que son héros découvre dans une épave datant de l'Âge du bronze un disque d'or qui lui permette de localiser l'Atlantide. Il s'est appuyé pour cela sur la plus ancienne épave connue à ce jour, trouvée à Uluburun, et exposée au musée d’archéologie sous-marine de Bodrum. À la fin du roman, l'auteur a ajouté une note dans laquelle il inventorie les données littéraires et scientifiques qui lui ont permis de construire son intrigue. Il évoque en particulier:
- L'origine littéraire du mythe de l'Atlantide, qui repose sur deux dialogues de Platon, le Timée et le Critias. Selon ces textes, Solon aurait appris par un  grand prêtre de Saïs l'existence de l'île Atlantide[3].
- Une statue représentant un prêtre de Saïs, Amenhotep Wahibraheryut, exposée au British Museum[4],[5],[6], et dont David Gibbins pense qu'il pourrait s'agir du grand prêtre qui instruisit Solon. Selon Plutarque, Platon rapporte que ce furent « Psenophis l'Héliopolitain et Sonchis le Saïte » qui parlèrent de l'Atlantide à Solon[7], mais ce détail ne figure pas dans ce qui reste des dialogues de Platon.
- L'hypothèse d'un déluge en mer Noire qui aurait été provoqué par une brusque montée des eaux en fin de période glaciaire. David Gibbins fait allusion aux travaux d'exploration de Robert Duane Ballard qui aurait détecté des traces d'habitation humaine situées à une centaine de mètres de profondeur au large de Sinope[8]. Il est cependant probable que la montée des eaux de la mer Noire ait eu lieu très progressivement[9], et qu'elle n'ait pas dépassé une trentaine de mètres[10].
- Les conditions anoxiques observées dans les fonds sous-marins en mer Noire, incompatibles avec la plupart des formes de vie[11] et favorable à la conservation des épaves[12].
- L'éruption cataclysmique du Volcan de l'ancienne île de Santorin, il y a 3 600 ans.
- La découverte à Dmanissi du crâne d'Homo georgicus, attestant de la présence d'hominidés dans la région il y a 1,8 million d'années[13].
- L'hypothèse d'un peuple préhistorique proto-indo-européen présent dans la région de la mer Noire, et qui aurait parlé l'indo-européen.
- Les peintures rupestres comme celles de la grotte Chauvet, qui attestent d'une expression picturale évoluée il y a 37 000 ans en Europe. La découverte de la grotte Cosquer montre en outre que l'exploration sous-marine peut révéler de nouveaux sites archéologiques encore insoupçonnés.
- Le site archéologique de Çatal Hüyük, dont David Gibbins s'est largement inspiré pour décrire les vestiges de son Atlantide. Il cite en particulier une architecture rappelant celle des pueblos, l'utilisation de cornes de taureau dans la décoration des sanctuaires, une figurine pouvant représenter une « déesse mère », et des fresques, dont une surtout a retenu son attention. Il s'agit d'un volcan en éruption surplombant une ville. Les deux cônes jumeaux de ce volcan  permettent de l'identifier au Mont Hasan. Une étude postérieure à la publication du roman apporte des preuves d'une éruption datant de 8 900 ans, qui pourrait donc être contemporaine d'un éventuel peuplement humain au pied du volcan[14],[15].

Éléments décoratifs issus des fouilles de Çatal Hüyük qui ont inspiré David Gibbins pour son Atlantide
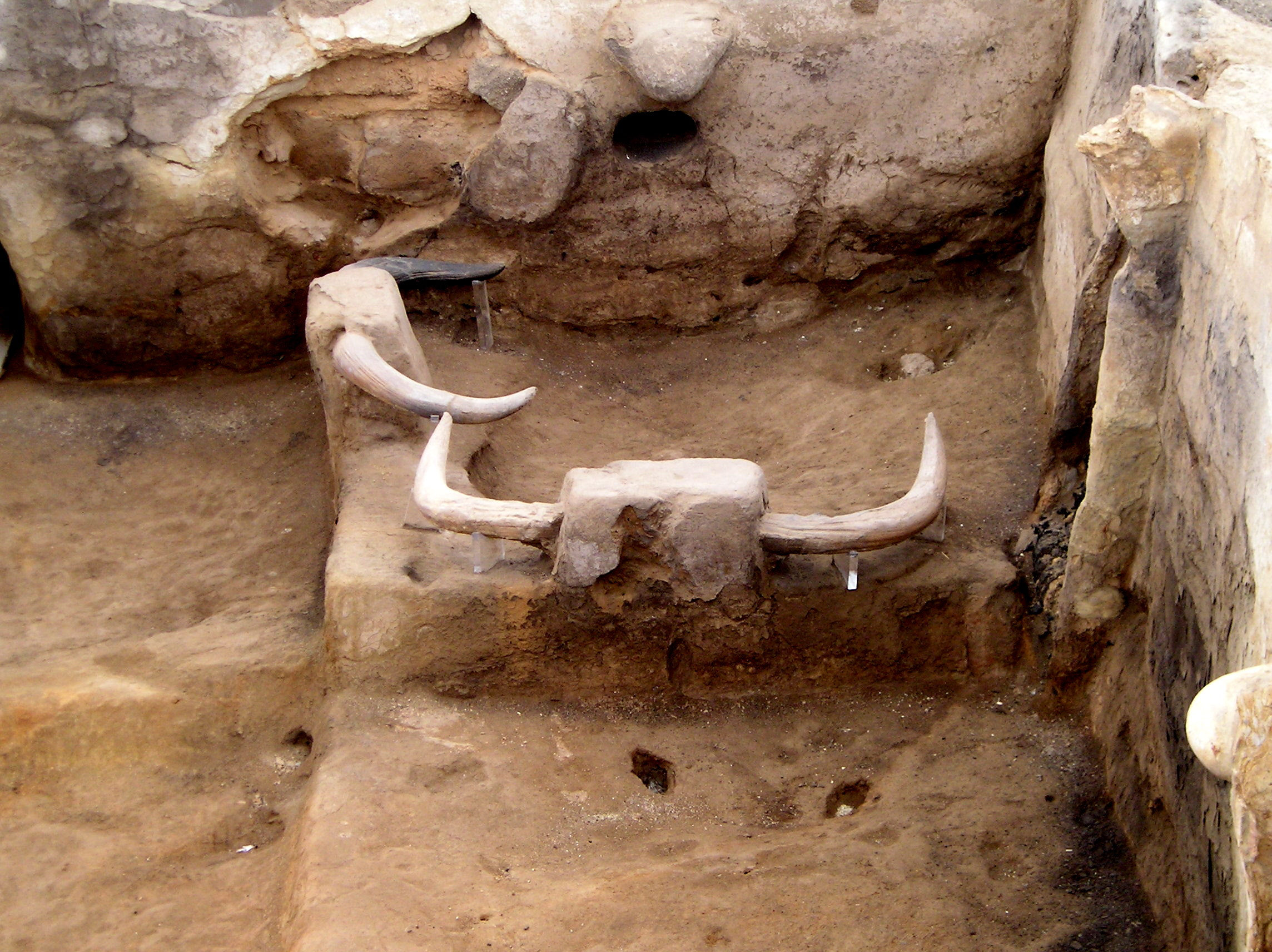
Sanctuaire orné de cornes de taureau
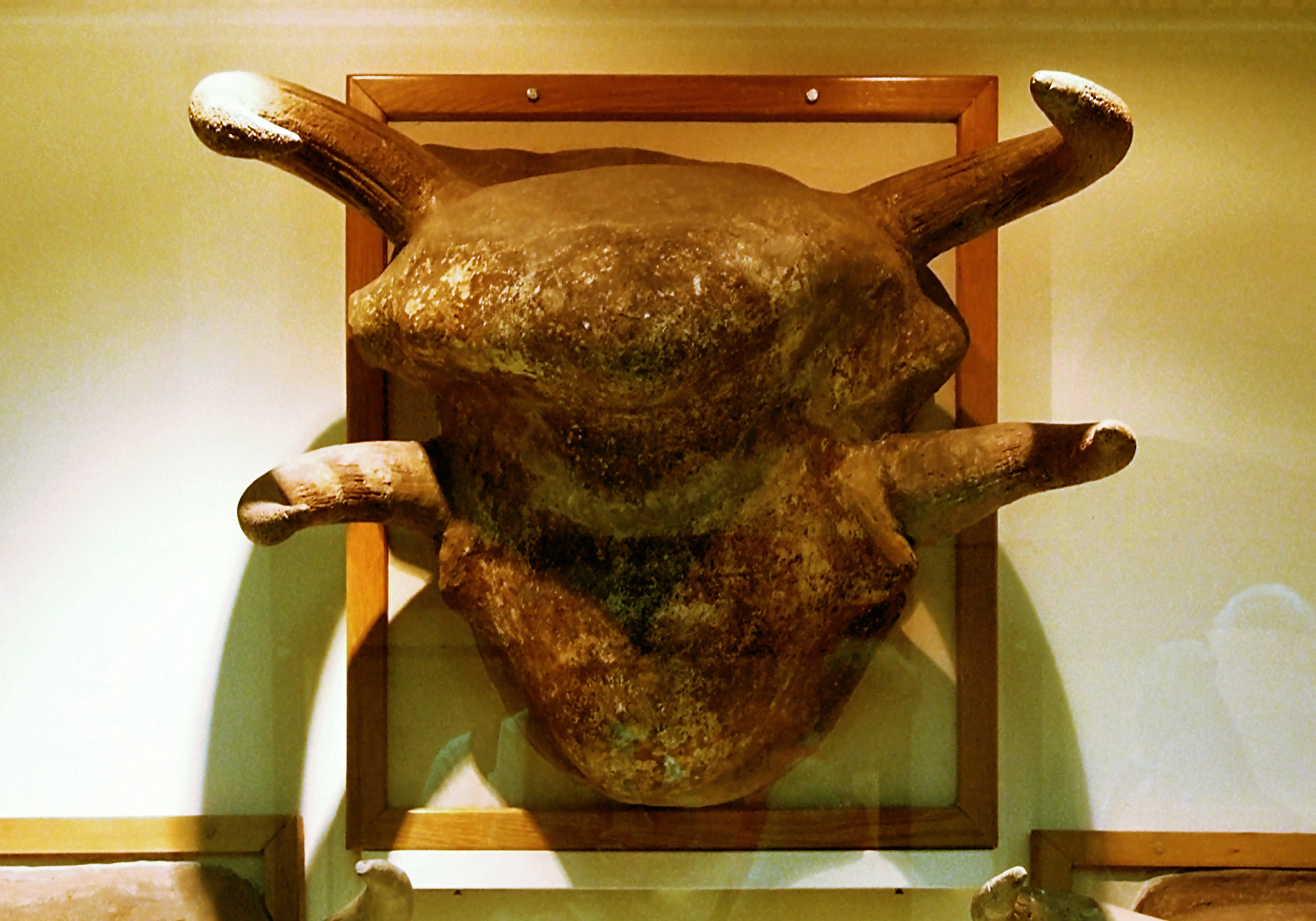
Tête de taureau
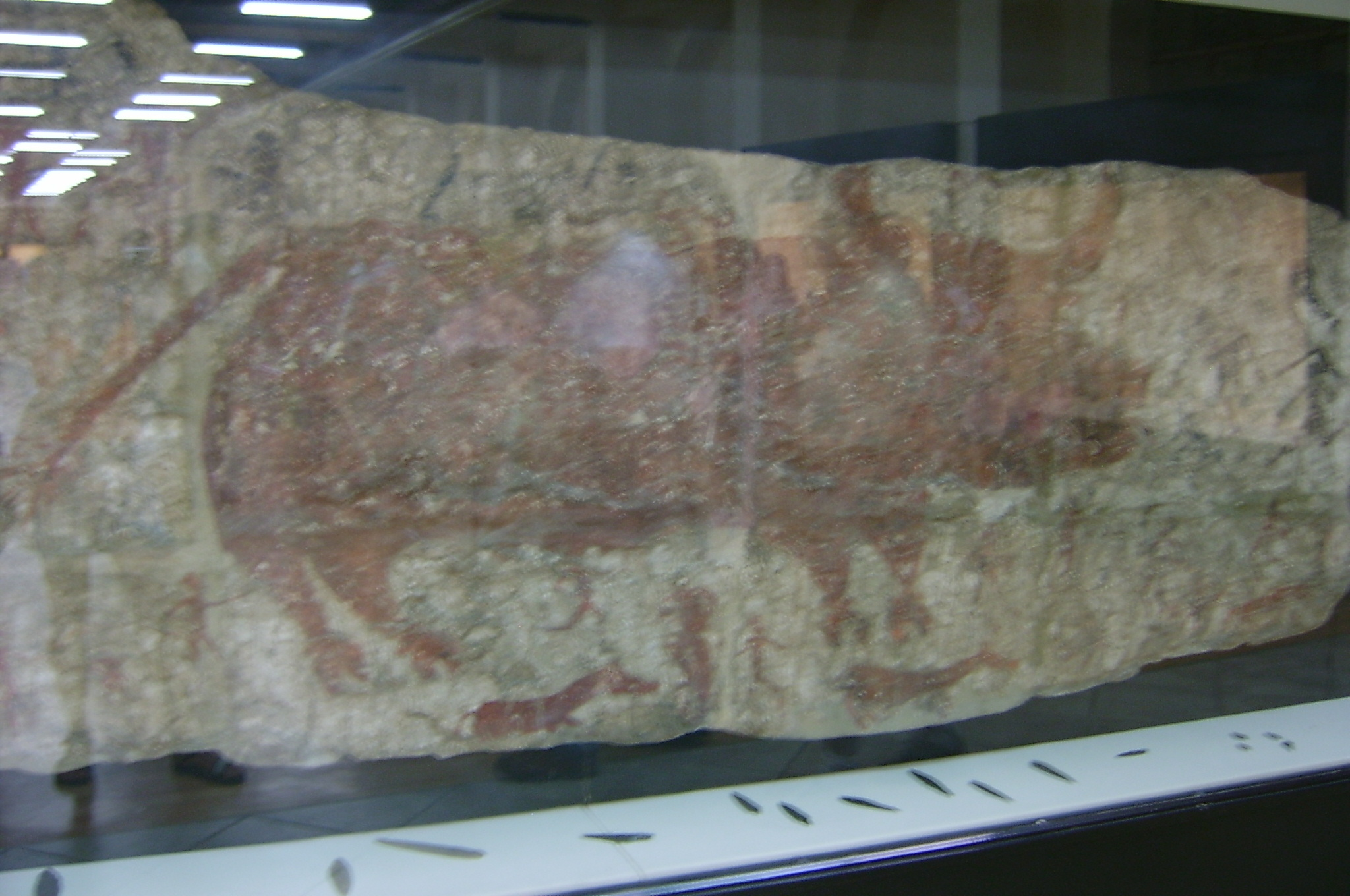
Peinture murale représentant un taureau
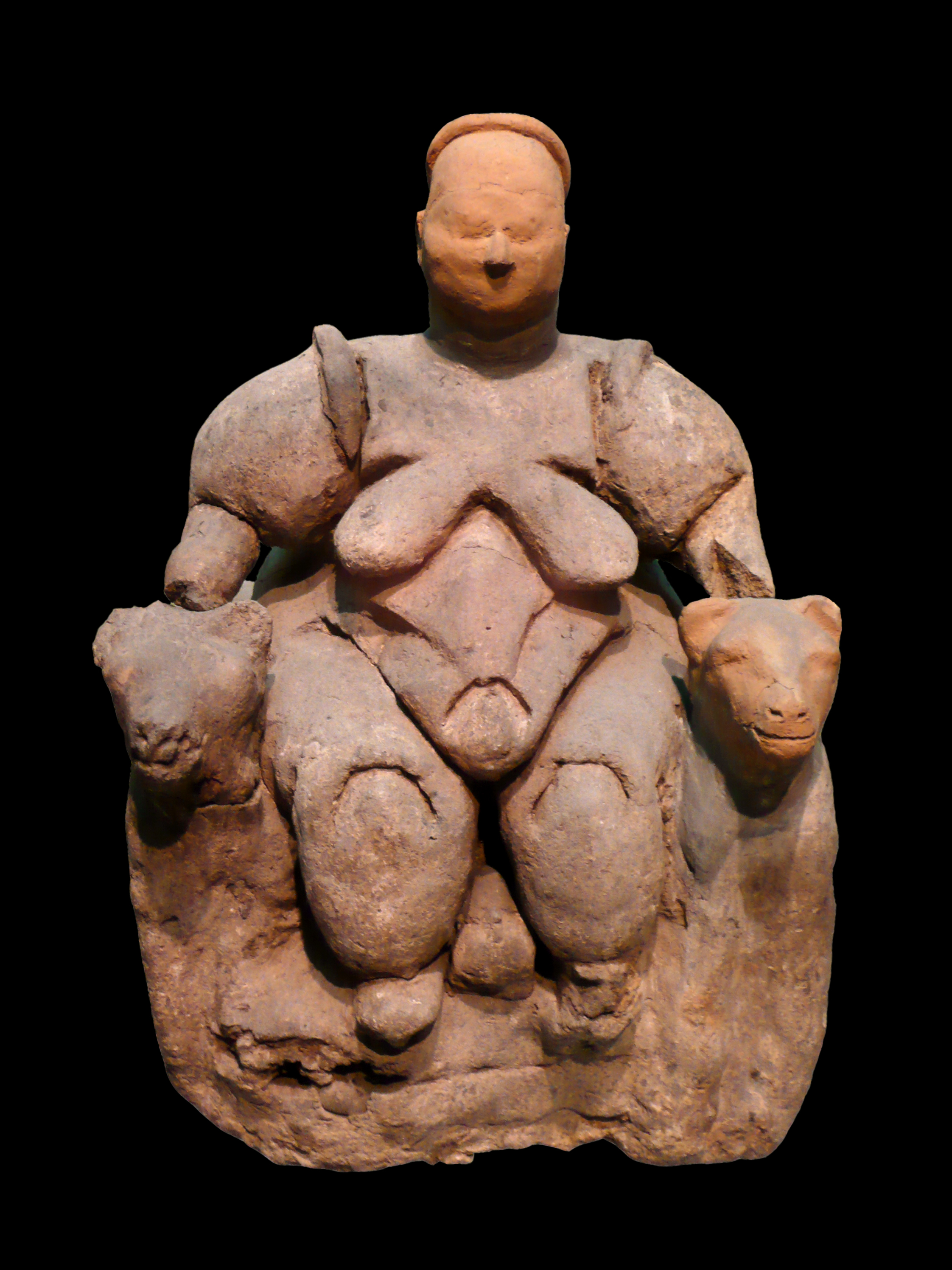
Déesse mère ou Dame aux léopards?

- Les objets en or et en cuivre découverts dans la nécropole de Varna datant de la période Chalcolithique, témoins d'une activité métallurgique près de la mer Noire il y a 6 000 ou 7 000 ans[16].
- L'existence probable du chamanisme dès la préhistoire, et les témoignages de la religion d'Uruk.
- Un Sarcophage trouvé à  Aghia Triada, et orné d'une peinture représentant un sacrifice de taureau. De tels sacrifices, et peut-être un sacrifice humain, ont été pratiqués à Anemóspilia pour conjurer l'activité sismique qui a détruit le temple à l'époque de l'éruption de Santorin[17].
- La présence de signes symboliques, par exemple dans la grotte Chauvet, qui suggère une capacité d'abstraction, et peut-être l'existence d'une proto-écriture. Un grand nombre de chercheurs s'accorde en tout cas pour situer l'invention de l'écriture à Uruk il y a 5 400 ans[18].
- Le disque de Phaistos, dont les inscriptions pourraient correspondre à une forme d'écriture inconnue. David Gibbins imagine pour son roman une nouvelle grille de déchiffrement pour cette écriture. Il fait du signe n° 21 (retourné d'un quart de tour) le symbole de l'Atlantide, en l'identifiant à une divinité prenant la forme d'un aigle aux ailes déployées[19]. Ce pictogramme figure également sur un fragment de sceau en argile retrouvé à Phaistos[20].